# Municipio de Parish Grove
El municipio de Parish Grove (en inglés: Parish Grove Township) es un municipio ubicado en el condado de Benton en el estado estadounidense de Indiana. En el año 2010 tenía una población de 241 habitantes y una densidad poblacional de 2,05 personas por km².

## Geografía
El municipio de Parish Grove se encuentra ubicado en las coordenadas 40°36′20″N 87°26′49″O / 40.60556, -87.44694. Según la Oficina del Censo de los Estados Unidos, el municipio tiene una superficie total de 117.68 km², de la cual 117,64 km² corresponden a tierra firme y (0,03 %) 0,04 km² es agua.

## Demografía
Según el censo de 2010, había 241 personas residiendo en el municipio de Parish Grove. La densidad de población era de 2,05 hab./km². De los 241 habitantes, el municipio de Parish Grove estaba compuesto por el 93,78 % blancos, el 0,41 % eran asiáticos, el 0,83 % eran isleños del Pacífico, el 3,73 % eran de otras razas y el 1,24 % eran de una mezcla de razas. Del total de la población el 4,98 % eran hispanos o latinos de cualquier raza.